# Czerwieńsk Towarowy
Czerwieńsk Towarowy – stacja towarowa w Czerwieńsku, w powiecie zielonogórskim, w województwie lubuskim, na linii kolejowej nr 273 w Polsce.